# Harold Cummings
Harold Oshkaly Cummings Segura (Panamá, 1 de marzo de 1992) es un futbolista Panameño que juega como defensa central y exintegrante de Xelajú de la Liga Nacional de Guatemala.

## Selección nacional
Ha sido internacional con la selección de fútbol de Panamá en sesenta ocasiones, que actualmente dirige el técnico danés Thomas Christiansen. Además, jugó nueve partidos con la sub-20 y seis partidos con la sub-23.

### Participaciones en selección nacional
| Copa                                    | Categoría | Sede                  | Resultado        | Partidos | Goles |
| --------------------------------------- | --------- | --------------------- | ---------------- | -------- | ----- |
| Copa Centroamericana 2011               | Mayor     | Guatemala             | Tercer lugar     | 3        | 0     |
| Campeonato Sub-20 2011                  | Sub-20    | Guatemala             | Cuarto lugar     | 6        | 0     |
| Copa Oro 2011                           | Mayor     | Panamá                | Tercer lugar     | 1        | 0     |
| Copa Mundial Sub-20 2011                | Sub-20    | Colombia              | Fase de grupos   | 3        | 0     |
| Preolímpico de 2012                     | Sub-23    | Estados Unidos        | Fase de grupos   | 6        | 0     |
| Copa Centroamericana 2013               | Mayor     | Costa Rica            | Quinto lugar     | 1        | 0     |
| Copa Oro 2013                           | Mayor     | Estados Unidos        | Subcampeón       | 1        | 0     |
| Copa Centroamericana 2014               | Mayor     | Estados Unidos        | Tercer lugar     | 3        | 0     |
| Copa Oro 2015                           | Mayor     | Estados Unidos        | Tercer lugar     | 6        | 0     |
| Copa América Centenario                 | Mayor     | Estados Unidos        | Fase de grupos   | 2        | 0     |
| Copa Centroamericana 2017               | Mayor     | Panamá                | Subcampeón       | 4        | 0     |
| Copa Mundial 2018                       | Mayor     | Rusia                 | Fase de grupos   | 1        | 0     |
| Copa Oro 2019                           | Mayor     | Estados Unidos        | Cuartos de final | 4        | 0     |
| Liga de Naciones de la Concacaf 2019-20 | Mayor     | Concacaf              | Fase de grupos   | 2        | 0     |
| Copa Oro 2021                           | Mayor     | Estados Unidos        | Fase de grupos   | 2        | 0     |
| Liga de Naciones de la Concacaf 2022-23 | Mayor     | Concacaf              | Cuarto lugar     | 3        | 0     |
| Copa Oro 2023                           | Mayor     | Estados Unidos Canadá | Subcampeón       | 6        | 0     |

### Goles internacionales
| Goles internacionales | Goles internacionales   | Goles internacionales                    | Goles internacionales | Goles internacionales | Goles internacionales | Goles internacionales |
| Núm.                  | Fecha                   | Lugar                                    | Rival                 | Gol                   | Resultado             | Competición           |
| --------------------- | ----------------------- | ---------------------------------------- | --------------------- | --------------------- | --------------------- | --------------------- |
| 1                     | 21 de noviembre de 2018 | Estadio Rommel Fernández, Panamá, Panamá | Ecuador               | 1-1                   | 1-2                   | Amistoso              |

## Estadísticas

### Clubes
| Club                                | Temporada           | Liga  | Liga  | Copas nacionales | Copas nacionales | Torneos internacionales | Torneos internacionales | Total | Total |
| Club                                | Temporada           | Part. | Goles | Part.            | Goles            | Part.                   | Goles                   | Part. | Goles |
| ----------------------------------- | ------------------- | ----- | ----- | ---------------- | ---------------- | ----------------------- | ----------------------- | ----- | ----- |
| Árabe Unido · Panamá                | 2009-2010           | 11    | 0     | —                | —                | 5                       | 0                       | 16    | 0     |
| Árabe Unido · Panamá                | 2010-2011           | 11    | 0     | —                | —                | 5                       | 0                       | 16    | 0     |
| Árabe Unido · Panamá                | Total               | 22    | 0     | 0                | 0                | 10                      | 0                       | 32    | 0     |
| River Plate · Uruguay               | 2011-2012           | —     | —     | —                | —                | —                       | —                       | 0     | 0     |
| River Plate · Uruguay               | Total               | 0     | 0     | 0                | 0                | 0                       | 0                       | 0     | 0     |
| Árabe Unido · Panamá                | 2012-2013           | 21    | 0     | —                | —                | —                       | —                       | 21    | 0     |
| Árabe Unido · Panamá                | 2013-2014           | 9     | 0     | —                | —                | 4                       | 0                       | 13    | 0     |
| Árabe Unido · Panamá                | Total               | 30    | 0     | 0                | 0                | 4                       | 0                       | 34    | 0     |
| Juan Aurich · Perú                  | 2014                | 27    | 0     | 9                | 0                | —                       | —                       | 36    | 0     |
| Juan Aurich · Perú                  | Total               | 27    | 0     | 9                | 0                | 0                       | 0                       | 36    | 0     |
| Independiente Santa Fe · Colombia   | 2015                | 12    | 0     | 1                | 0                | 5                       | 0                       | 18    | 0     |
| Independiente Santa Fe · Colombia   | Total               | 12    | 0     | 1                | 0                | 5                       | 0                       | 18    | 0     |
| Alajuelense · Costa Rica            | 2016                | 24    | 1     | —                | —                | 0                       | 0                       | 24    | 1     |
| Alajuelense · Costa Rica            | Total               | 24    | 1     | 0                | 0                | 0                       | 0                       | 24    | 1     |
| San Jose Earthquakes Estados Unidos | 2017                | —     | —     | —                | —                | —                       | —                       | 0     | 0     |
| San Jose Earthquakes Estados Unidos | 2018                | 21    | 0     | —                | —                | —                       | —                       | 21    | 0     |
| San Jose Earthquakes Estados Unidos | 2019                | 16    | 0     | —                | —                | 1                       | 0                       | 17    | 0     |
| San Jose Earthquakes Estados Unidos | Total               | 37    | 0     | 0                | 0                | 1                       | 0                       | 38    | 0     |
| Unión Española · Chile              | 2020                | 21    | 1     | —                | —                | —                       | —                       | 21    | 1     |
| Unión Española · Chile              | Total               | 21    | 1     | 0                | 0                | 0                       | 0                       | 21    | 1     |
| Always Ready · Bolivia              | 2021                | 11    | 0     | —                | —                | —                       | —                       | 11    | 0     |
| Always Ready · Bolivia              | Total               | 11    | 0     | 0                | 0                | 0                       | 0                       | 11    | 0     |
| CD Árabe Unido · Panamá             | 2022                | 1     | 0     | —                | —                | —                       | —                       | 1     | 0     |
| CD Árabe Unido · Panamá             | Total               | 1     | 0     | 0                | 0                | 0                       | 0                       | 1     | 0     |
| Cortuluá FC · Colombia              | 2022                | 12    | 0     | —                | —                | —                       | —                       | 12    | 0     |
| Cortuluá FC · Colombia              | Total               | 12    | 0     | 0                | 0                | 0                       | 0                       | 12    | 0     |
| Monagas SC · Venezuela              | 2023                | 7     | 0     | —                | —                | 1                       | 0                       | 8     | 0     |
| Monagas SC · Venezuela              | Total               | 7     | 0     | 0                | 0                | 1                       | 0                       | 8     | 0     |
| Árabe Unido · Panamá                | 2024                | 7     | 0     | —                | —                | 1                       | 0                       | 8     | 0     |
| Árabe Unido · Panamá                | Total               | 7     | 1     | 0                | 0                | 0                       | 0                       | 7     | 1     |
| Xelajú M. C. · Guatemala            | 2024                | 0     | 0     | —                | —                | 0                       | 0                       | 0     | 0     |
| Xelajú M. C. · Guatemala            | Total               | 0     | 0     | 0                | 0                | 0                       | 0                       | 0     | 0     |
| Total en su carrera                 | Total en su carrera | 209   | 3     | 10               | 0                | 20                      | 0                       | 242   | 3     |
| 1. 2. 3.                            |                     |       |       |                  |                  |                         |                         |       |       |

## Palmarés

### Campeonatos nacionales
| Título                     | Club        | País      | Año    |
| -------------------------- | ----------- | --------- | ------ |
| Liga Panameña de Fútbol    | Árabe Unido | Panamá    | 2009-A |
| Liga Panameña de Fútbol    | Árabe Unido | Panamá    | 2010-C |
| Liga Panameña de Fútbol    | Árabe Unido | Panamá    | 2012-A |
| Liga Panameña de Fútbol    | Árabe Unido | Panamá    | 2015-C |
| Liga Panameña de Fútbol    | Árabe Unido | Panamá    | 2015-A |
| Superliga de Colombia      | Santa Fe    | Colombia  | 2015   |
| Liga Nacional de Guatemala | Xelaju MC   | Guatemala | 2024-A |

### Campeonatos internacionales
| Título            | Club     | País     | Año  |
| ----------------- | -------- | -------- | ---- |
| Copa Sudamericana | Santa Fe | Colombia | 2015 |